# Oldham Athletic Association Football Club
O Oldham Athletic Association Football Club é um clube de futebol profissional da cidade de Oldham, na Grande Manchester, Inglaterra. Atualmente, a equipe disputa a National League, que equivale a Quinta Divisão do Campeonato Inglês, e manda seus jogos no Boundary Park.
A história do Oldham Athetic começa com a fundação do Pine Ville F.C. em 1895, jogando nas ligas de Manchester e Lancashire. Disputou, no total, 13 edições da primeira divisão inglesa, sendo o seu melhor resultado um 4º lugar obtido em 1913–14.
Em fevereiro de 2019, o clube anunciou a contratação de Paul Scholes, ídolo do Manchester United, para o comando técnico.

## Elenco atual
- Atualizado até 31 de outubro de 2024[2]

Nota: Bandeiras indicam equipe nacional, conforme definido pelas regras de elegibilidade da FIFA. Os jogadores podem ter mais de uma nacionalidade não-FIFA.
| N.º |                      | Posição | Jogador              |
| --- | -------------------- | ------- | -------------------- |
| 1   | Inglaterra           | G       | Mathew Hudson        |
| 2   | Austrália            | D       | Reagan Ogle          |
| 3   | Inglaterra           | D       | Mark Kitching        |
| 4   | Inglaterra           | M       | Sam Clucas           |
| 5   | Inglaterra           | D       | Shaun Hobson         |
| 6   | Camarões             | D       | Manny Monthé         |
| 7   | República da Irlanda | M       | Harry Charsley       |
| 8   | Inglaterra           | M       | Josh Lundstram       |
| 9   | Camarões             | A       | Mike Fondop          |
| 10  | Inglaterra           | M       | Tom Conlon (capitão) |
| 11  | Inglaterra           | M       | Josh Kay             |
| 13  | Inglaterra           | G       | Magnus Norman        |
| 14  | Inglaterra           | A       | Joe Garner           |
| 16  | Inglaterra           | D       | Charlie Raglan       |

| N.º |               | Posição | Jogador                                      |
| --- | ------------- | ------- | -------------------------------------------- |
| 17  | Nigéria       | A       | Jesurun Uchegbulam                           |
| 18  | Inglaterra    | M       | Callum Dolan                                 |
| 19  | Inglaterra    | M       | Dan Gardner                                  |
| 20  | Inglaterra    | D       | Jake Caprice                                 |
| 21  | Inglaterra    | D       | Will Sutton                                  |
| 23  | Inglaterra    | M       | Kofi Moore                                   |
| 24  | Inglaterra    | A       | Josh Stones (emprestado pelo Wigan Athletic) |
| 26  | Inglaterra    | M       | Kai Payne                                    |
| 27  | País de Gales | M       | Oliver Hammond                               |
| 30  | Inglaterra    | A       | James Norwood                                |
| 31  | Inglaterra    | M       | Kane Drummond                                |
| 33  | Paquistão     | M       | Otis Khan                                    |
| 35  | Inglaterra    | G       | Scott Moloney                                |

### Saíram por empréstimo
Nota: Bandeiras indicam equipe nacional, conforme definido pelas regras de elegibilidade da FIFA. Os jogadores podem ter mais de uma nacionalidade não-FIFA.
| N.º |            | Posição | Jogador                                                         |
| --- | ---------- | ------- | --------------------------------------------------------------- |
|     | Inglaterra | A       | Joe Nuttall (emprestado ao Altrincham até 30 de junho de 2025)  |
|     | Inglaterra | A       | Alex Reid (emprestado ao Wealdstone until 5 de janeiro de 2025) |
|     | Inglaterra | A       | Kurt Willoughby (emprestado ao Chester até 30 de junho de 2025) |

### Categorias de base
Nota: Bandeiras indicam equipe nacional, conforme definido pelas regras de elegibilidade da FIFA. Os jogadores podem ter mais de uma nacionalidade não-FIFA.
| N.º |  | Posição | Jogador              |
| --- |  | ------- | -------------------- |
| -   |  | G       | Alfie Brindley-Smith |
| -   |  | G       | Pepe Lopey-Leoriente |
| -   |  | D       | Lewis Rhodes         |
| -   |  | D       | Victor Dielunvuidi   |
| -   |  | D       | Ruben Ndienguila     |
| -   |  | D       | Awali Momodu         |
| -   |  | D       | Kaiden Morrall       |
| -   |  | D       | Conor Withers        |
| -   |  | D       | Ryan Spencer         |
| -   |  | M       | Harley Beckman       |
| -   |  | M       | Joe Donoghue         |

| N.º |  | Posição | Jogador          |
| --- |  | ------- | ---------------- |
| -   |  | M       | Daniel Ephrem    |
| -   |  | M       | Josh Lawrenson   |
| -   |  | M       | Collins Kagame   |
| -   |  | M       | Sam Davidson     |
| -   |  | M       | Ollie Havens     |
| -   |  | M       | Harvey Green     |
| -   |  | A       | Lincoln Green    |
| -   |  | A       | Nozomi Furuki    |
| -   |  | A       | Reece Leonard    |
| -   |  | A       | Somtee Chukwugbo |

## Títulos
| NACIONAIS | NACIONAIS                            | NACIONAIS | NACIONAIS        |
|           | Competição                           | Títulos   | Temporadas       |
| --------- | ------------------------------------ | --------- | ---------------- |
|           | Campeonato Inglês - Segunda Divisão  | 2         | 1907-08, 1990-91 |
|           | Campeonato Inglês - Terceira Divisão | 1         | 1973-74          |